# Euonymus macrocarpus
Euonymus macrocarpus là một loài thực vật có hoa trong họ Dây gối. Loài này được Gamble ex Oliv. mô tả khoa học đầu tiên năm 1888.